# Степанковский, Александр Иванович
Александр Иванович Степанковский  (15 марта 1877 — 8 апреля 1958) — Председатель-учредитель «Центрального объединения русских общественных организаций и Союзов», секретарь «Союза русских врачей» в Болгарии. Статский советник.

## Биография
Родился 15 марта 1877 года в Одессе в потомственной дворянской семье. Отец — Иван Иванович Степанковский был управляющим рудников Русского Общества Пароходства и Торговли (РОПиТ). Мать — домохозяйка. Закончил медицинский факультет Харьковского Императорского университета в 1903 году, служил заведующим врачом Александровск-Грушевской больницы при Руднике Русского Общества Пароходства и Торговли, затем врачом и преподавателем гигиены Александровск-Грушевской церковно-учительской школы Области Войска Донского, затем Старшим врачом Александровск-Грушевской больницы общества донских углепромышленников. 
Во время Первой мировой войны был мобилизован на военную службу в звании полковника. Затем в Гражданскую войну служил в Донской армии. где был дивизионным врачом 6-й Донской пластунской дивизии. В Русской Армии — дивизионный врач 2-й Донской конной дивизии армии Врангеля до эвакуации из Крыма. С 1920 года в Болгарии корпусной врач Донского корпуса 1-й армии. Был одним из первых военных врачей принимавших больных в здании РОВС на улице Оборище Номер 17 (1921 г.). Затем работал в клинике д-ра Палчева и вместе с доктором Берзиным с 1922 г. 
Был членом правления «Союза русских врачей» (1925—1940), председателем Церковно Православного Братства «Св. Николай» (1937—1950) и секретарём и управляющим в Русской Церкви «Св. Николай» (1950—1958).
Скончался 8 апреля 1958 года в Софии, похоронен на Русском кладбище в районе Княжево.

## Семья
Жена — Клавдия Ивановна Степанковская (Грамматина) (1873—1914), сын — Сергей Александрович Степанковский, приемные дети: Вера Евгеньевна Островская, Всеволод Евгеньевич Островский. Вторая жена — Ольга Степанковская (1899—1980).